# Papa Giovanni V
Giovanni V (Antiochia di Siria, 635 – Roma, 2 agosto 686) è stato l'82º papa della Chiesa cattolica dal 23 luglio 685 fino alla sua morte.

## Biografia
Era siriaco di nascita e, per via della sua conoscenza del greco, nel corso del sinodo di vescovi occidentali indetto da papa Agatone nel 680 era stato nominato legato papale al sesto concilio ecumenico, tenutosi a Costantinopoli, in cui era stata condannata l'eresia monotelita ed era stato lanciato l'anatema contro papa Onorio I.
Consacrato a poco più di due mesi dall'elezione, del suo pontificato si hanno scarsissime notizie, di cui la principale sembra essere la sottrazione all'autorità del vescovo di Cagliari del privilegio di consacrare vescovi, che evidentemente aveva fino ad allora.
Dopo un pontificato di poco più di un anno, morì il 2 agosto 686, e fu sepolto in San Pietro.
Con Giovanni V ebbe inizio una lunga serie, praticamente ininterrotta, di papi di origine orientale. Un dato di fatto che, secondo lo storico tedesco Franz Xaver Seppelt, non si può giustificare con le interferenze della corte di Costantinopoli nelle nomine papali, perché nello stesso periodo l'Impero d'Oriente ebbe a soffrire non solo a causa di nemici esterni, ma anche per problemi di disordini e complotti interni che destituirono ed assassinarono imperatori con una frequenza tale da rendere improbabile l'eventualità che si potessero anche occupare delle nomine dei pontefici romani.